# Musée historique de Kaysersberg
Le musée historique de Kaysersberg est un musée municipal  de Kaysersberg, dans le département français du Haut-Rhin. Situé dans le centre historique de la ville, il est installé au premier étage d'une maison patricienne à trois corps de bâtiments, représentative de l'architecture civile urbaine en Alsace au début du XVIe siècle. Les collections sont principalement consacrées à l'art religieux du XIVe au XVIIIe siècle – dont une rarissime « Vierge ouvrante » –, ainsi qu'aux arts et traditions populaires.

## Historique et architecture
Comme en témoignent notamment les inscriptions gravées, l'édifice a été construit pendant le premier quart du XVIe siècle.
Les façades, le passage d'entrée, les toitures et l'escalier en vis font l'objet d'un classement au titre des monuments historiques depuis 1991.

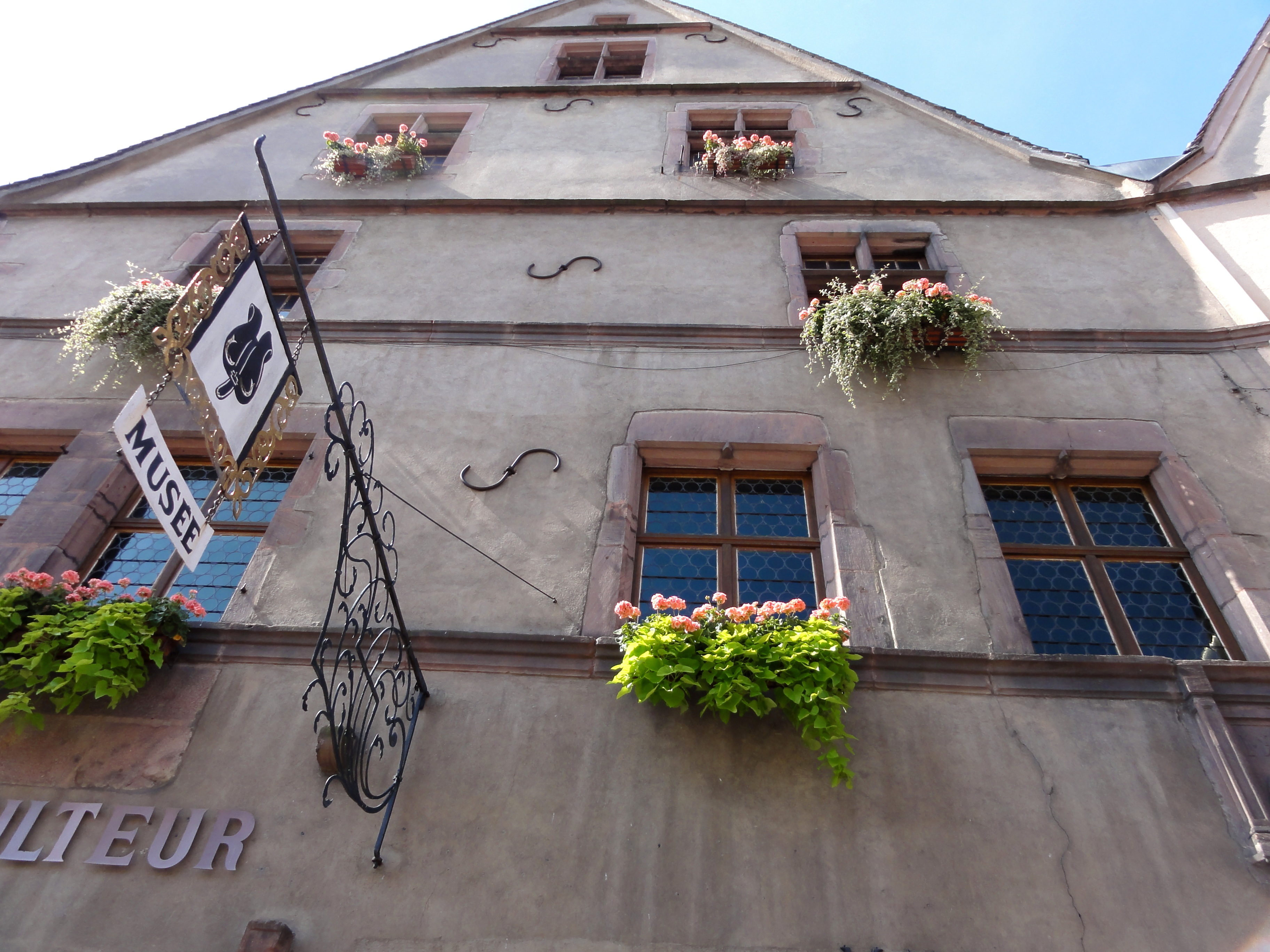
Façade
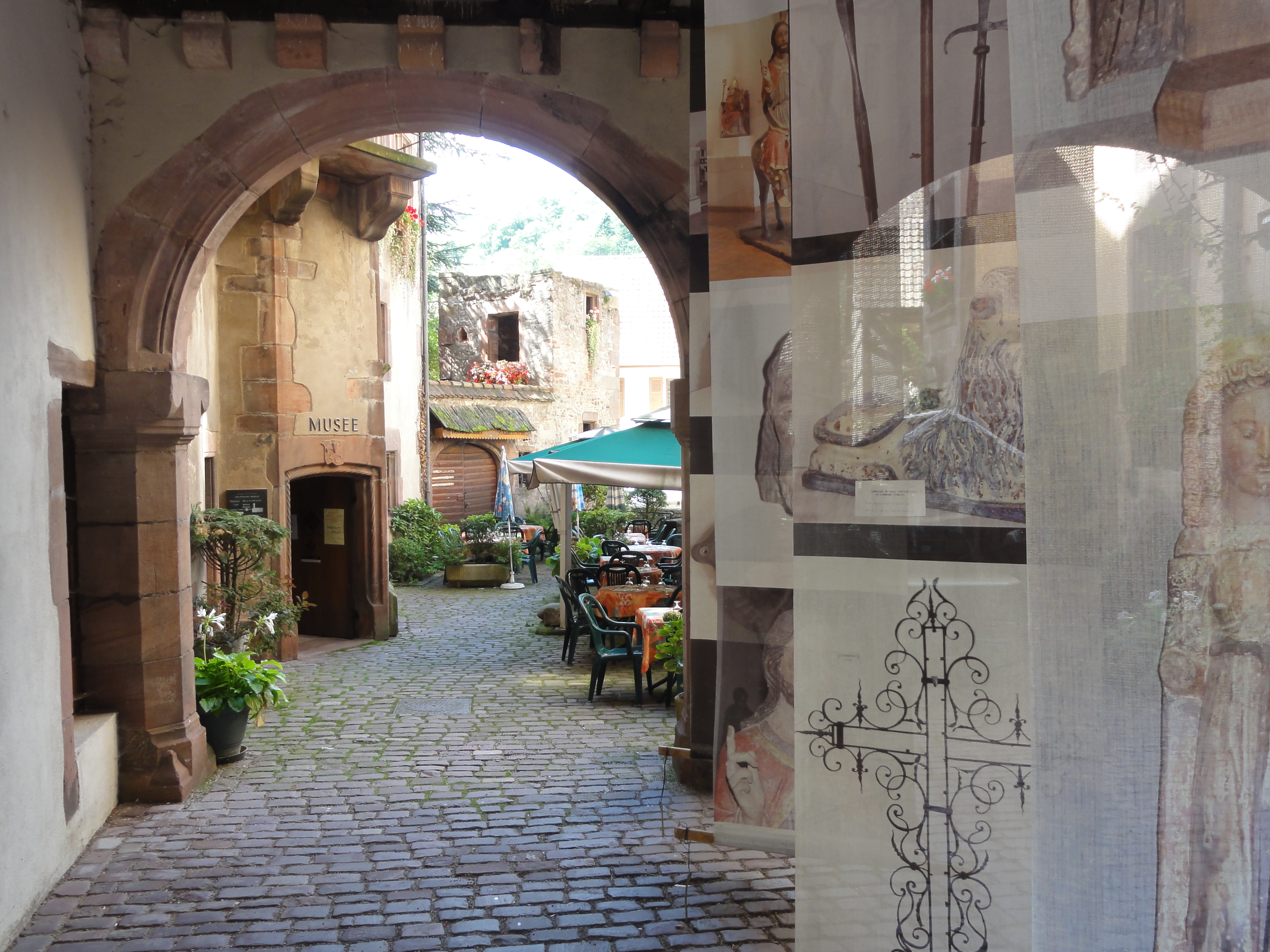
Passage d'entrée
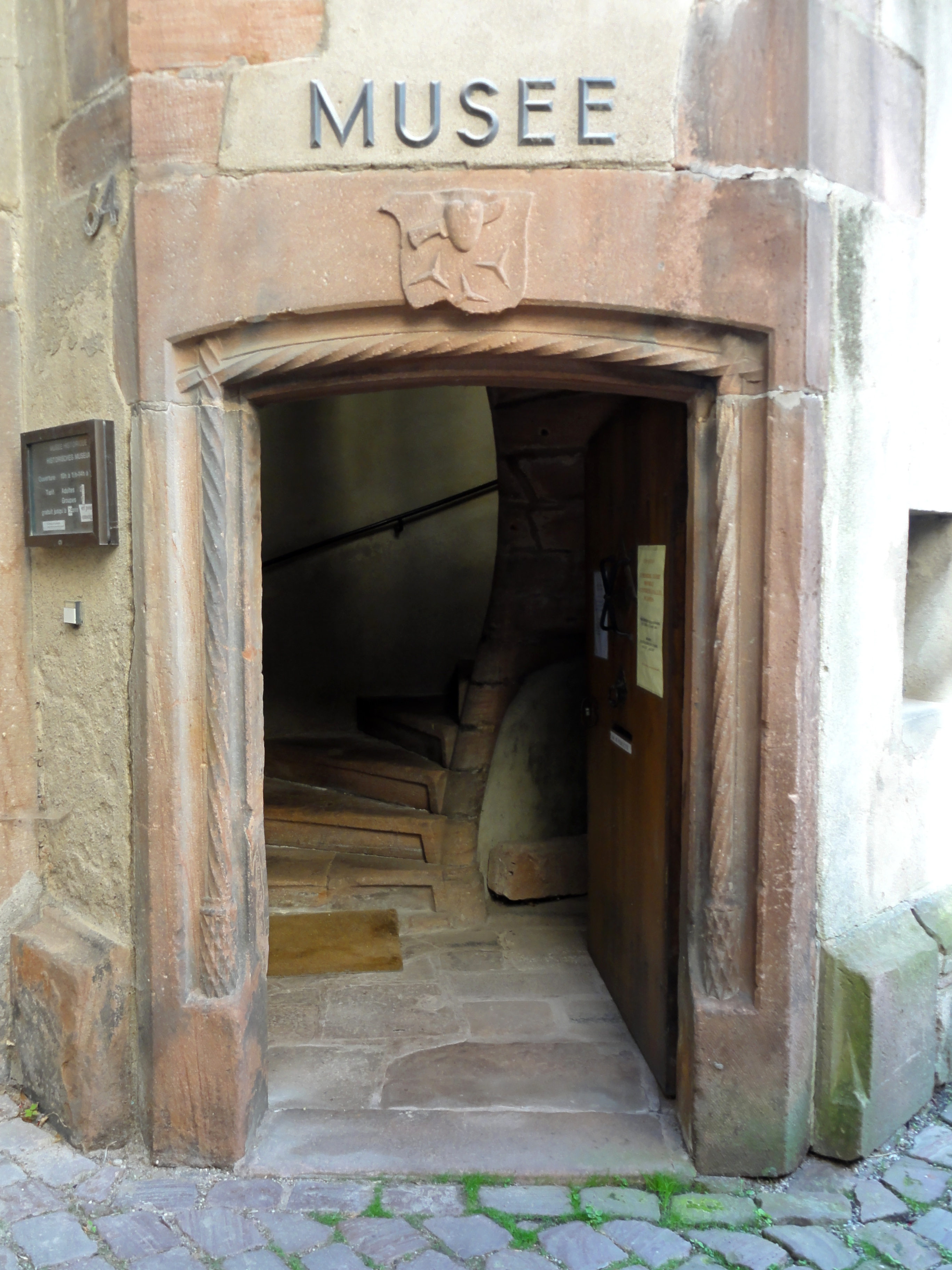
Escalier en vis
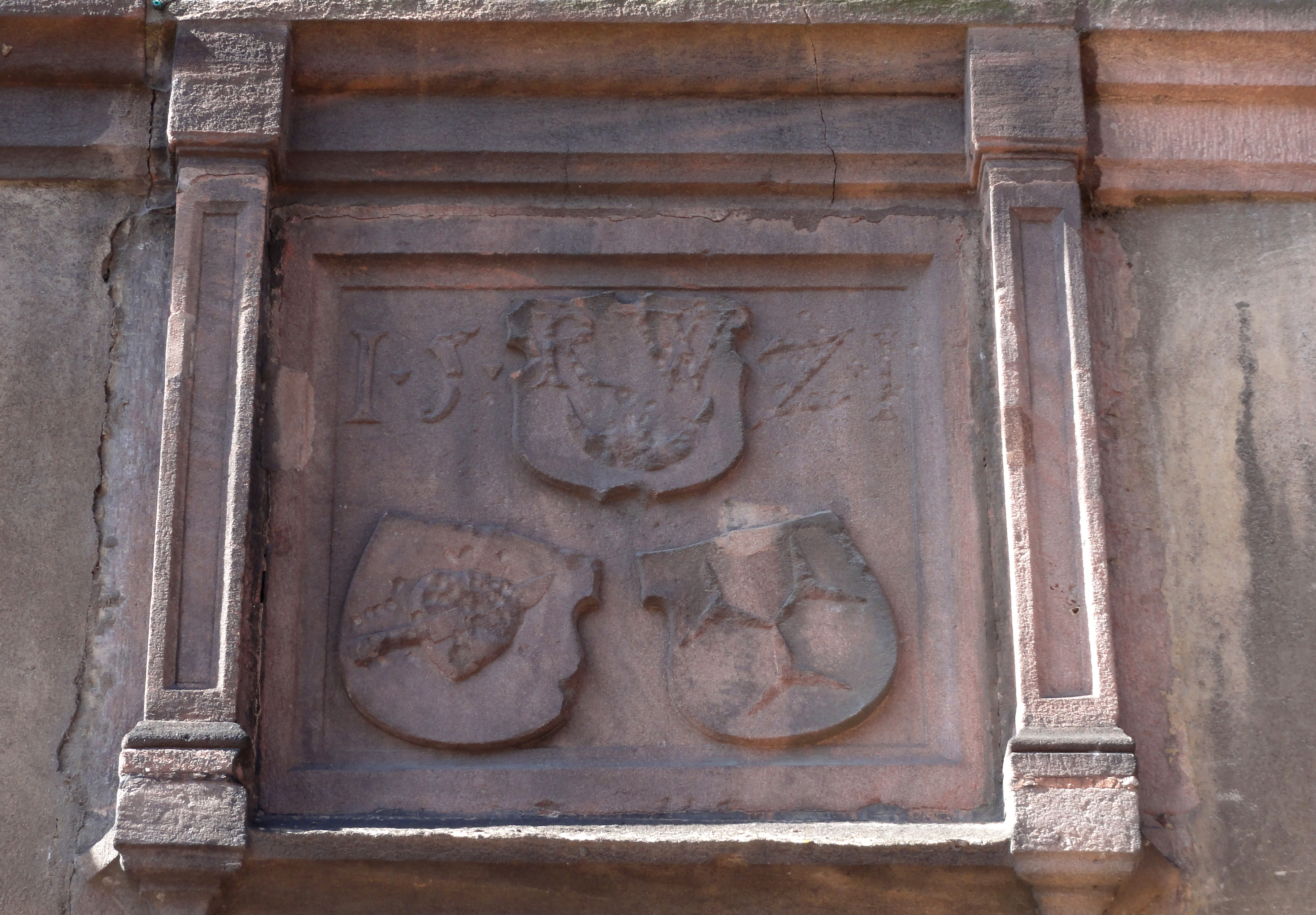
Blasons (1521)

## Collections
Les collections d'histoire locale occupent plusieurs salles du premier étage, auquel on accède par l'escalier en vis.

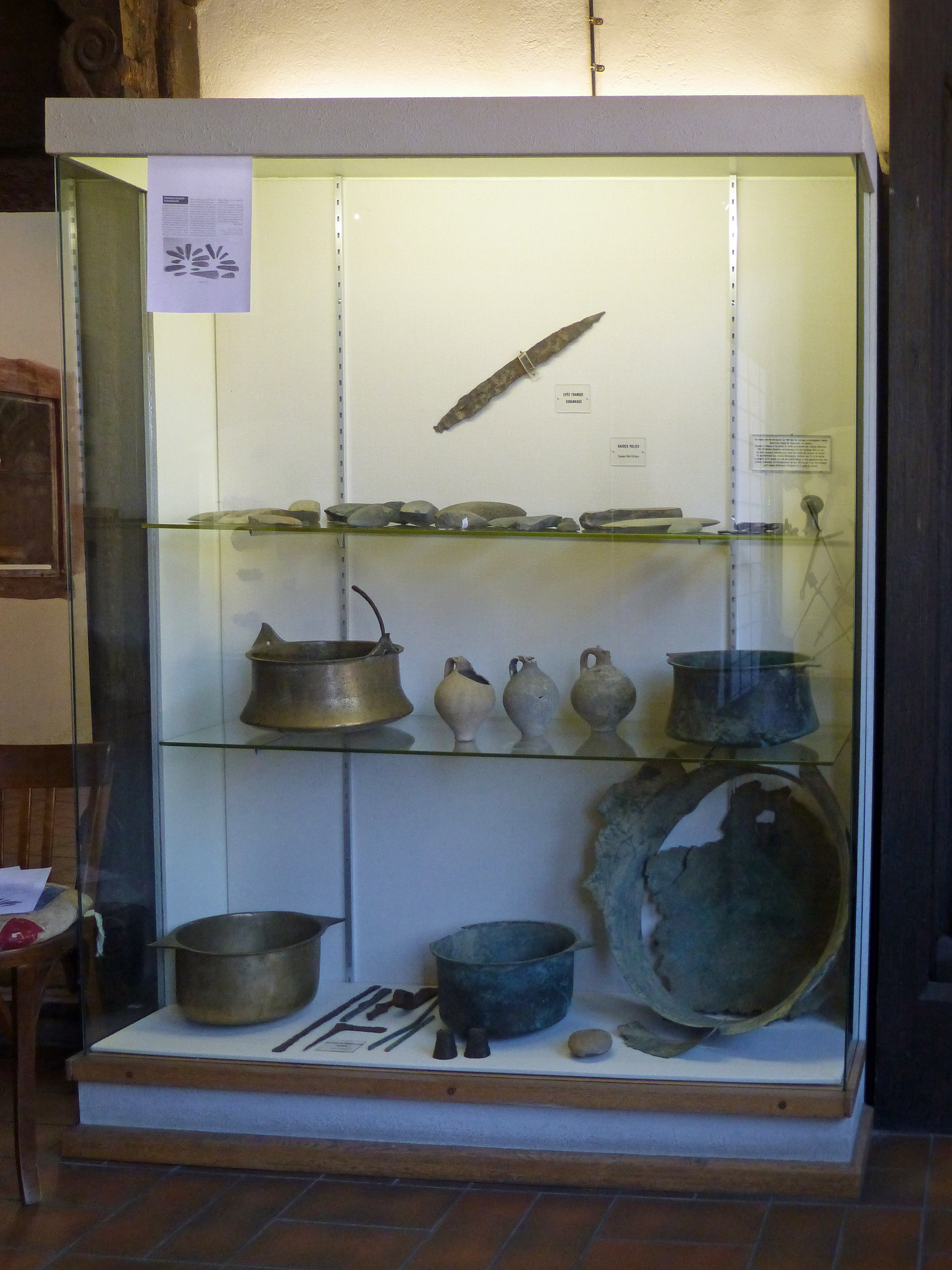
Archéologie
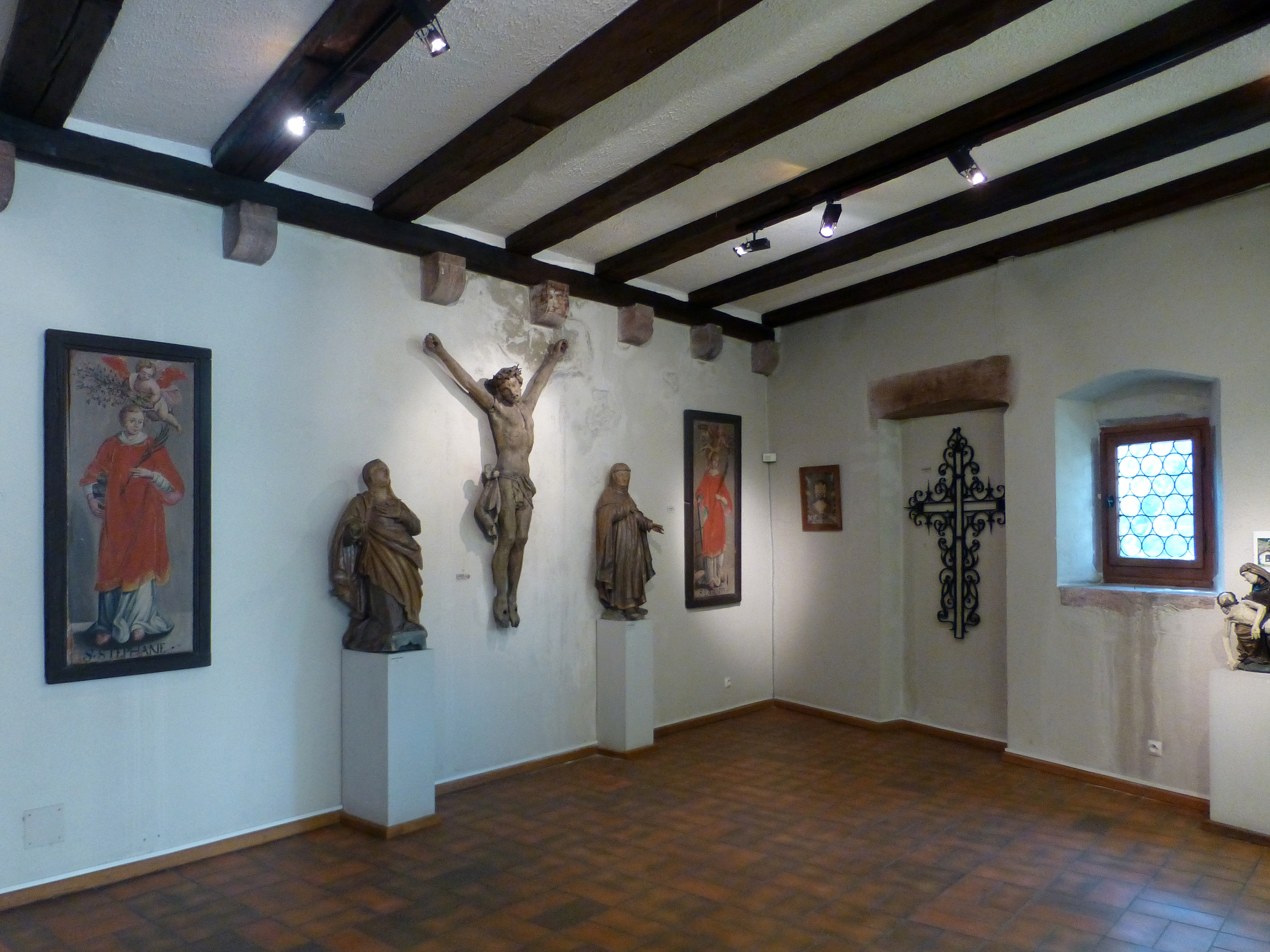
Peinture et sculpture de la Renaissance
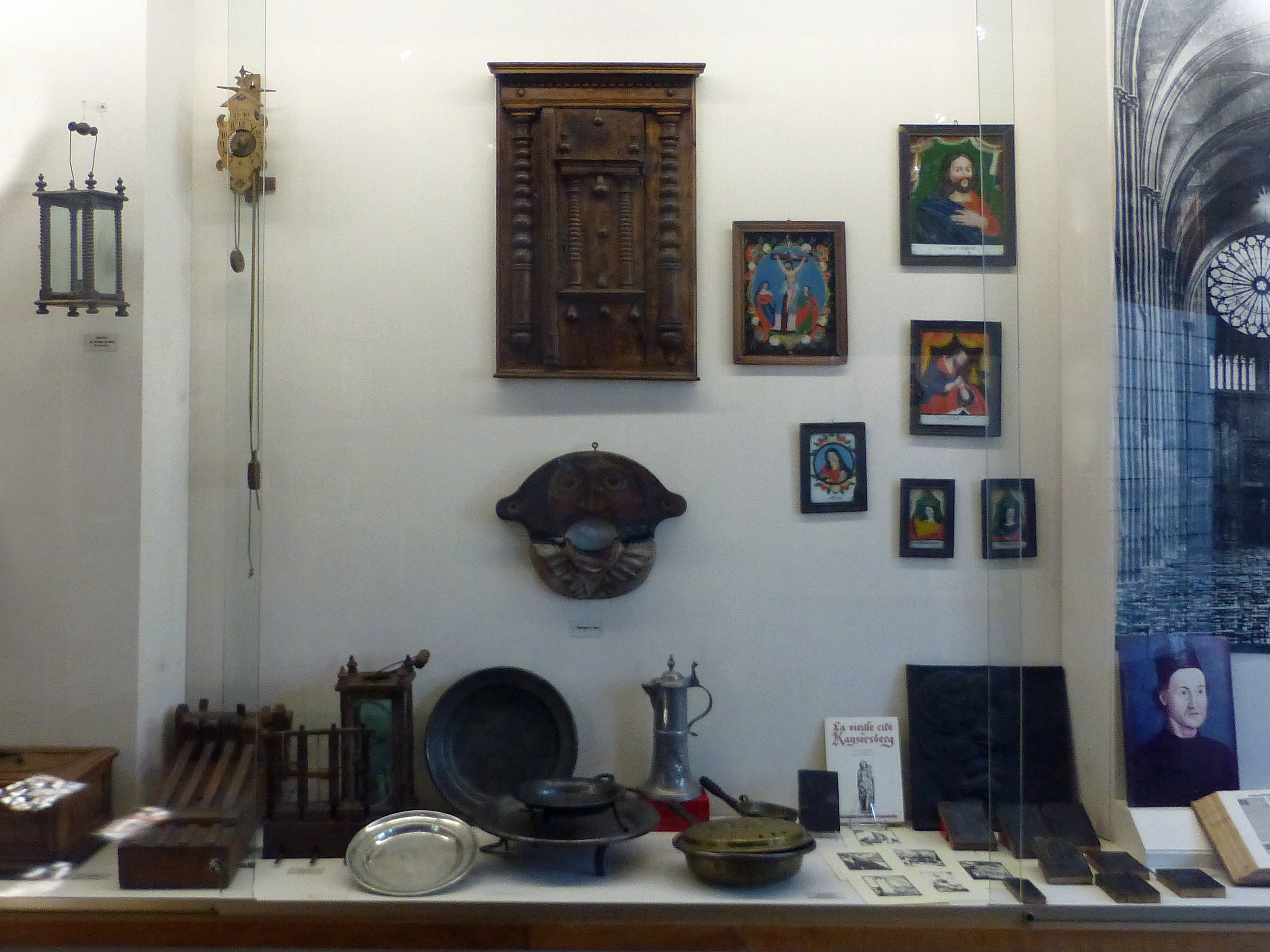
Vie quotidienne
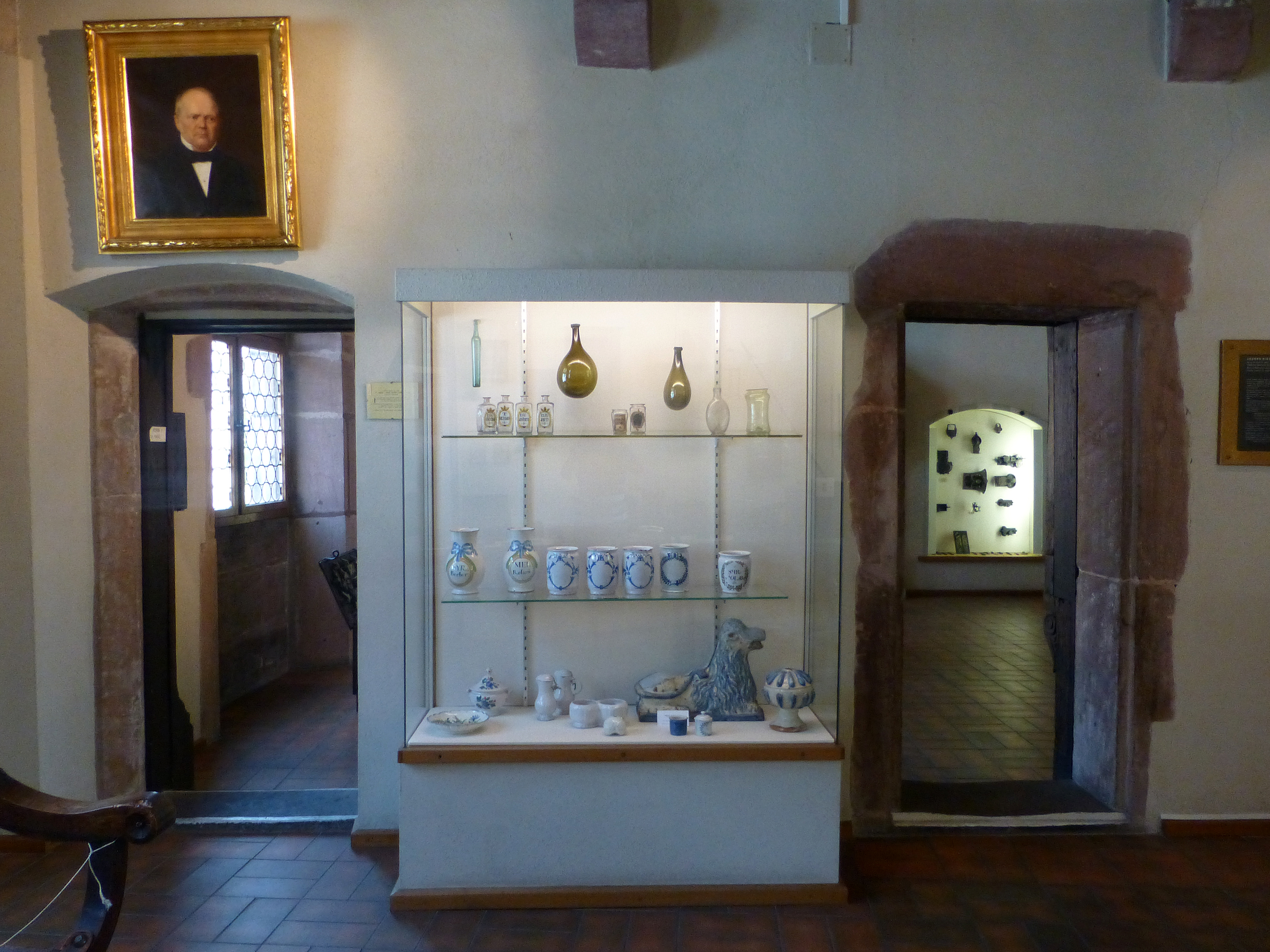
Bocaux et verres d'apothicaire

Une série de reproductions de sceaux témoigne de l'importance de l'ancienne cité.

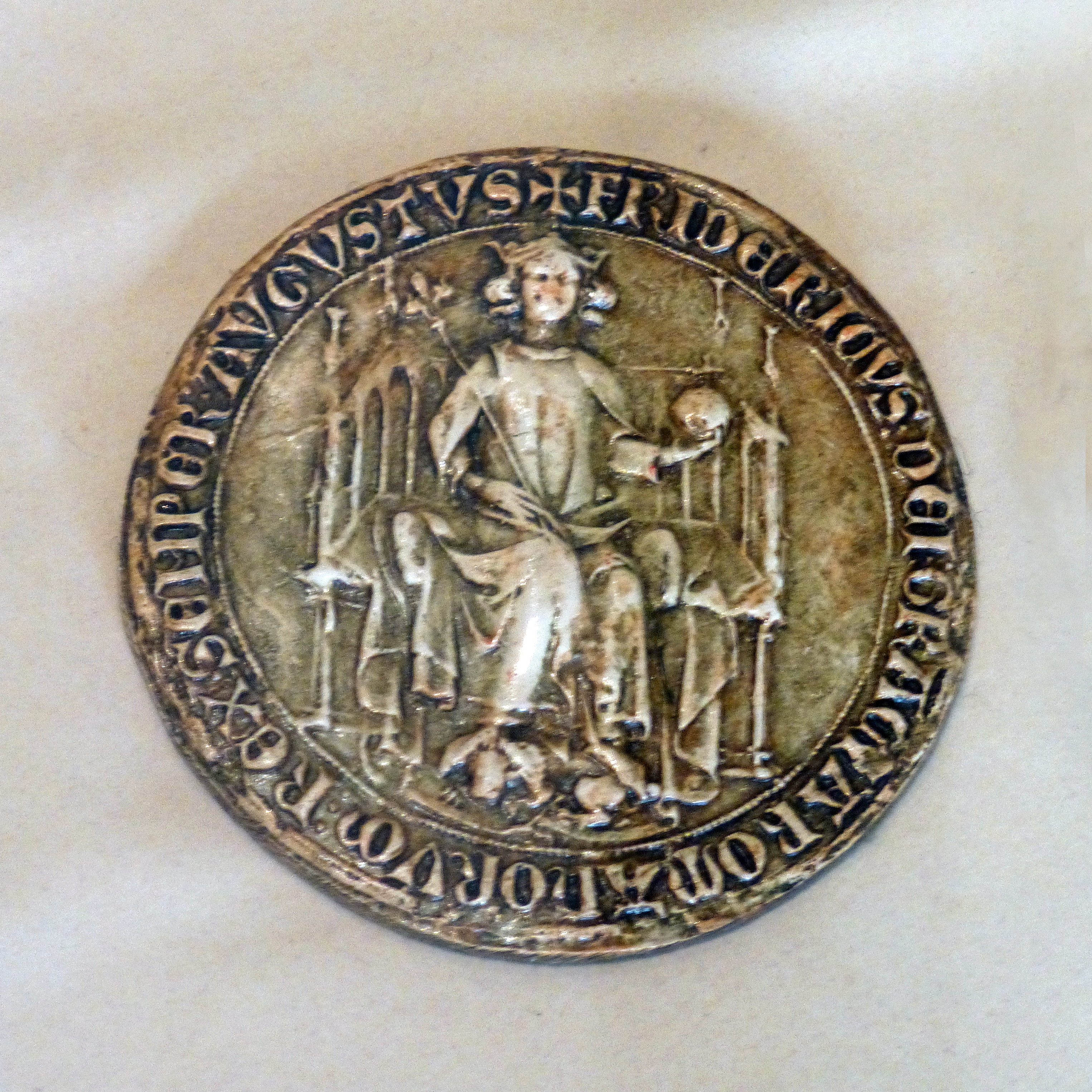
1293 : Adolphe de Nassau l'élève au rang de ville impériale.
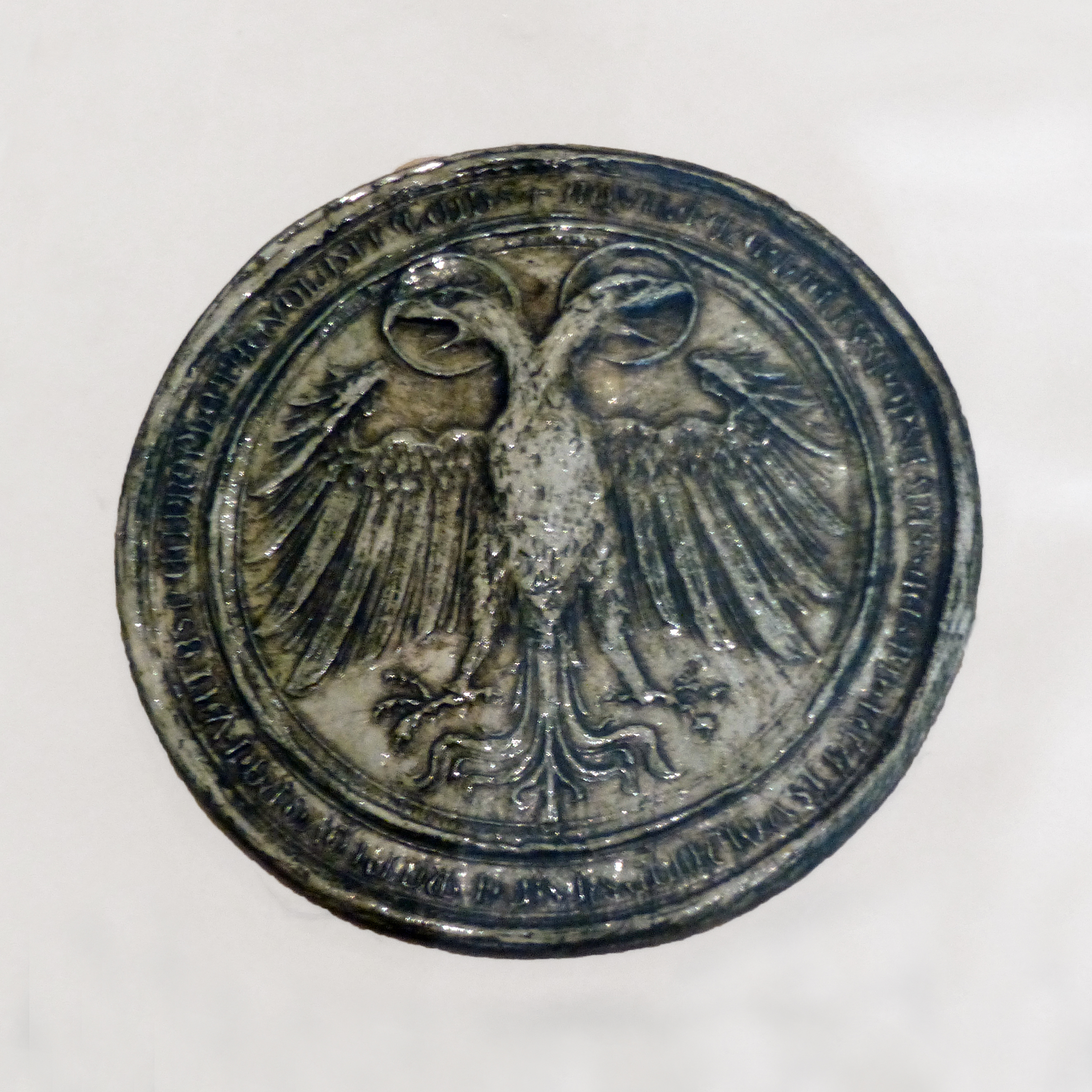
1433 : Sigismond Ier confirme ses anciens droits.
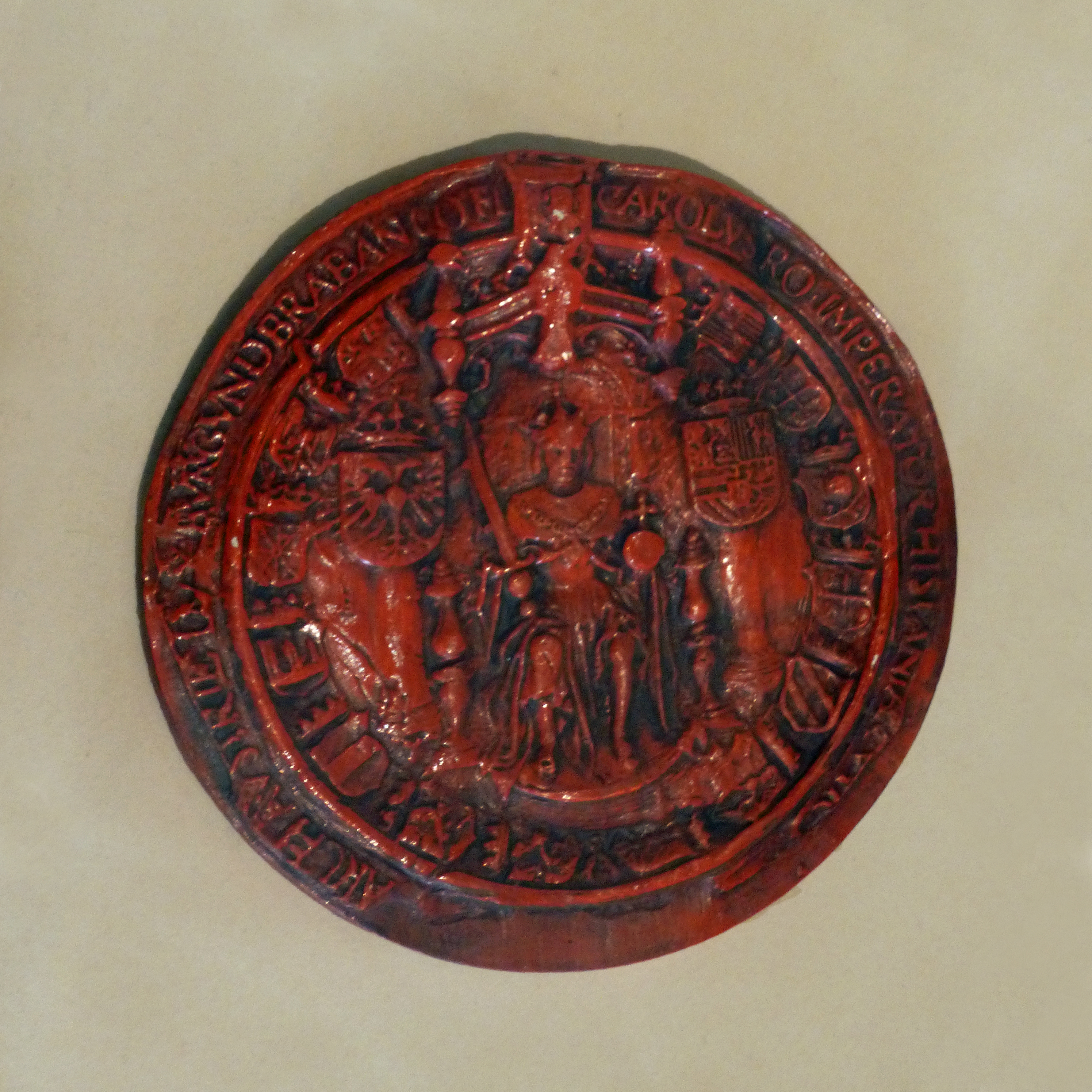
1530 : Charles Quint autorise l'agrandissement des murailles.

Les statues en bois polychrome représentent notamment un Christ des Rameaux, un groupe d'apôtres, partie d'un retable de grande taille à la chapelle Saint-Wolfgang, saint Wolfgang, saint Urbain ou une Vierge à l'Enfant

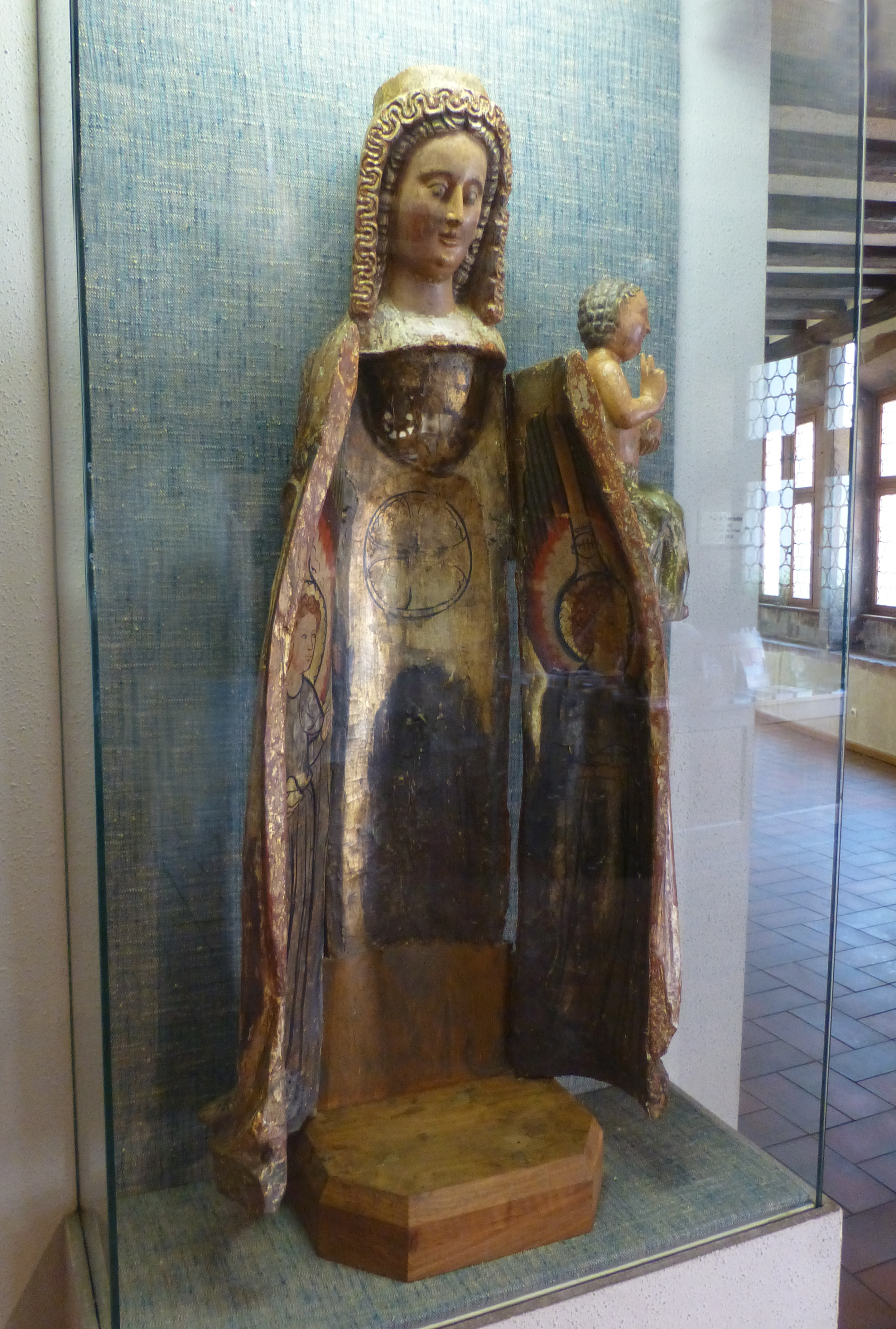
Vierge ouvrante (vers 1380)
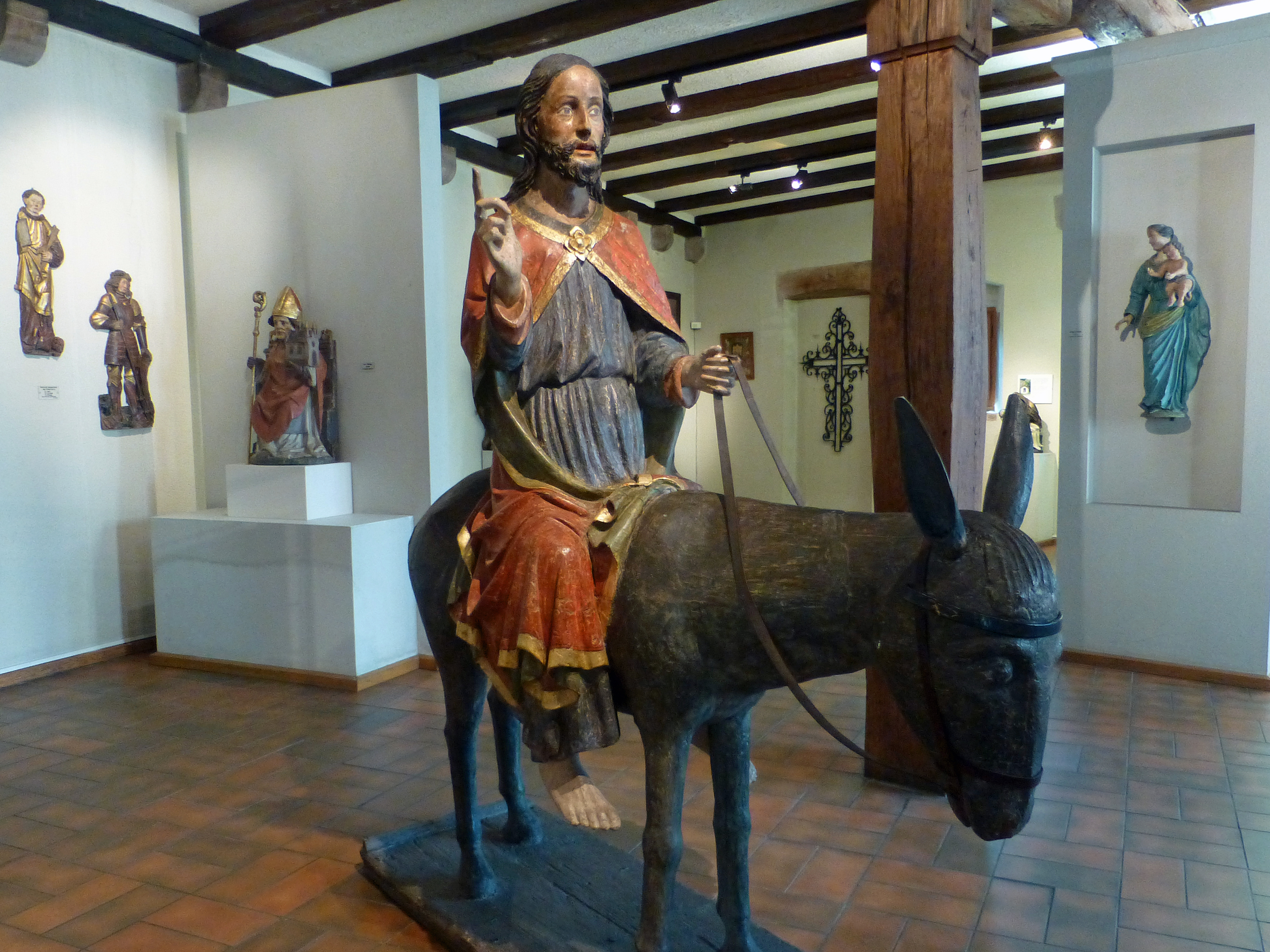
Christ des Rameaux (fin du XVe-début du XVIe s.)
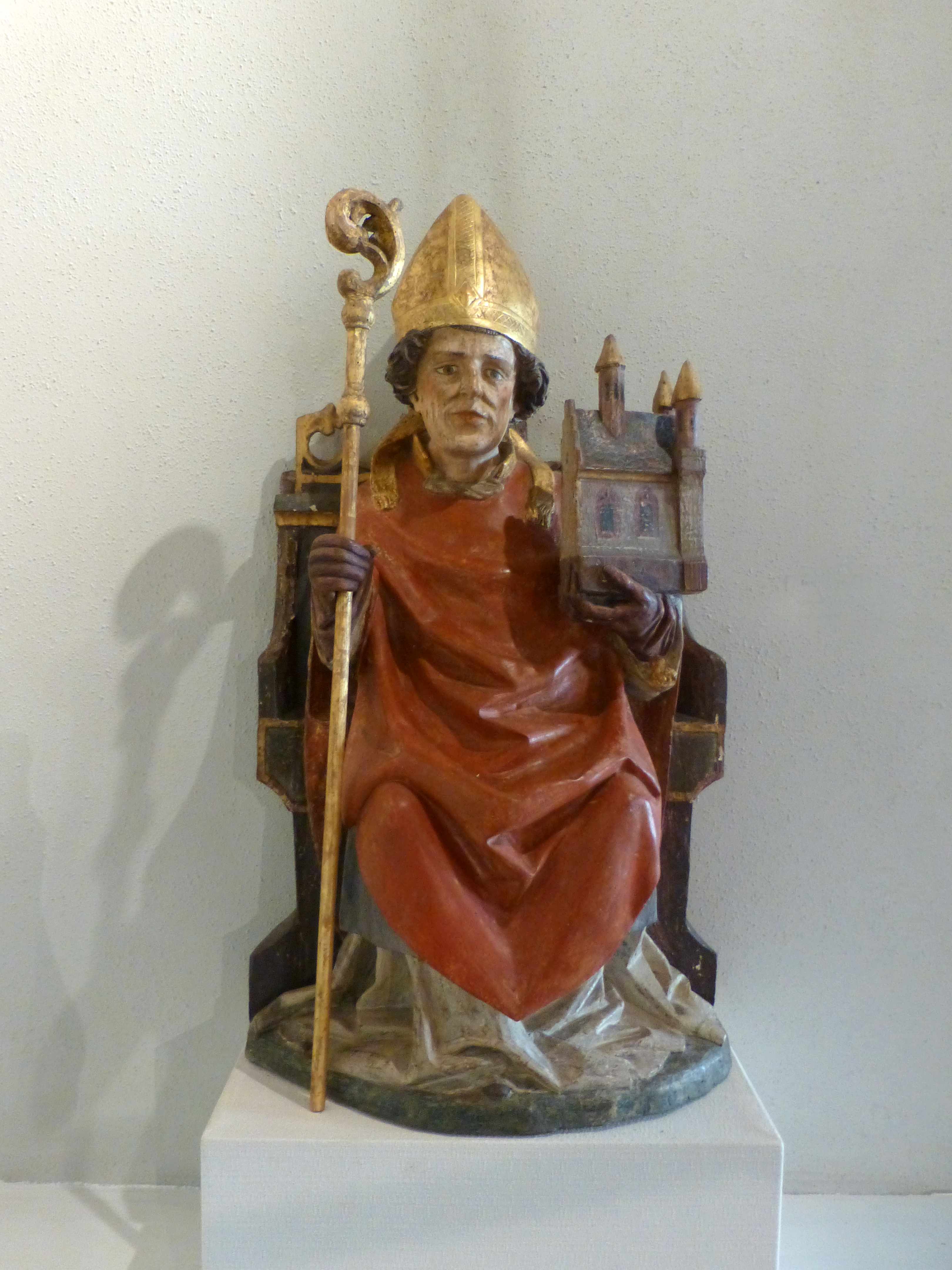
Saint Wolfgang (XVe s.)
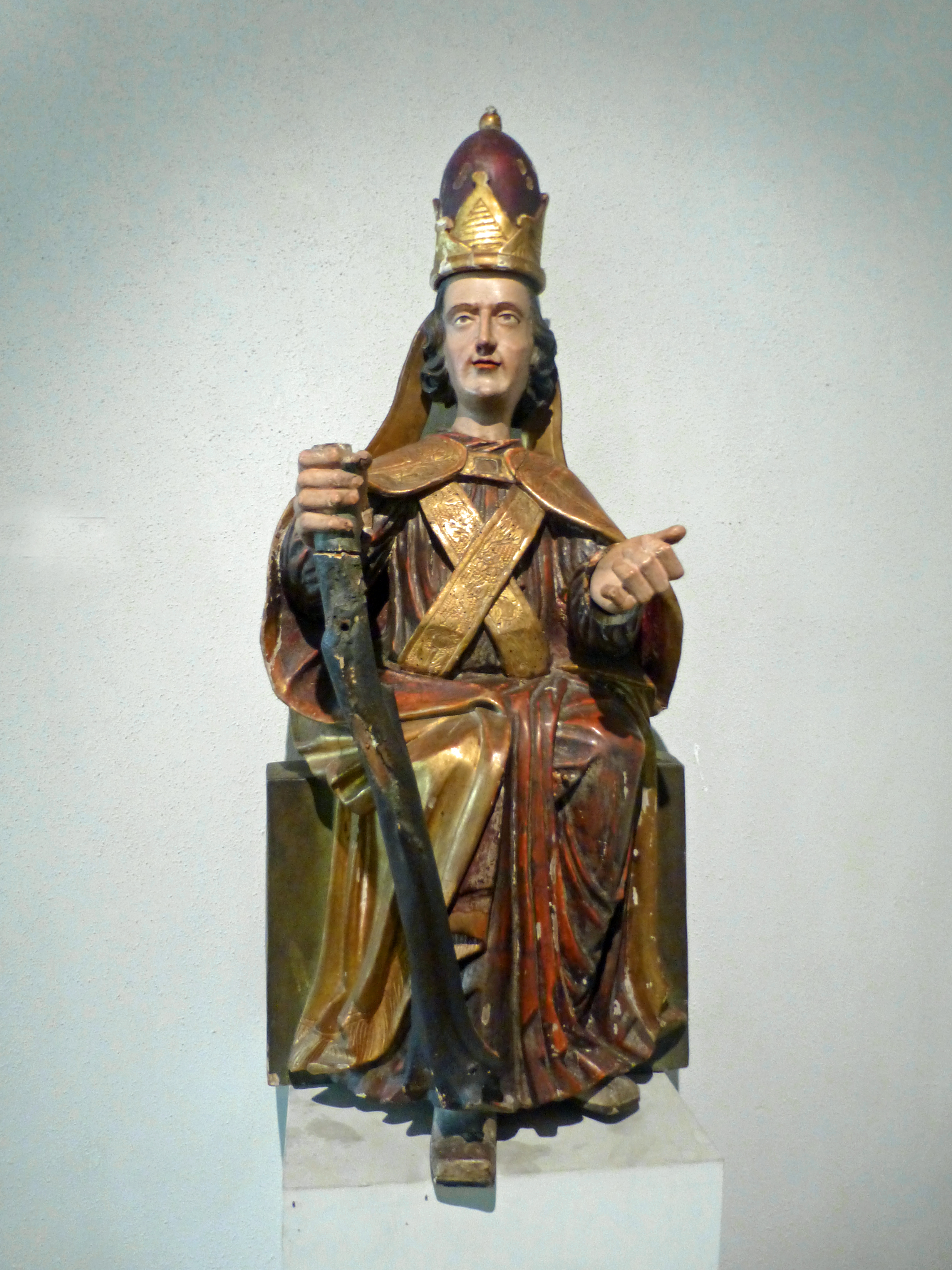
Saint Urbain (XVIe s.)
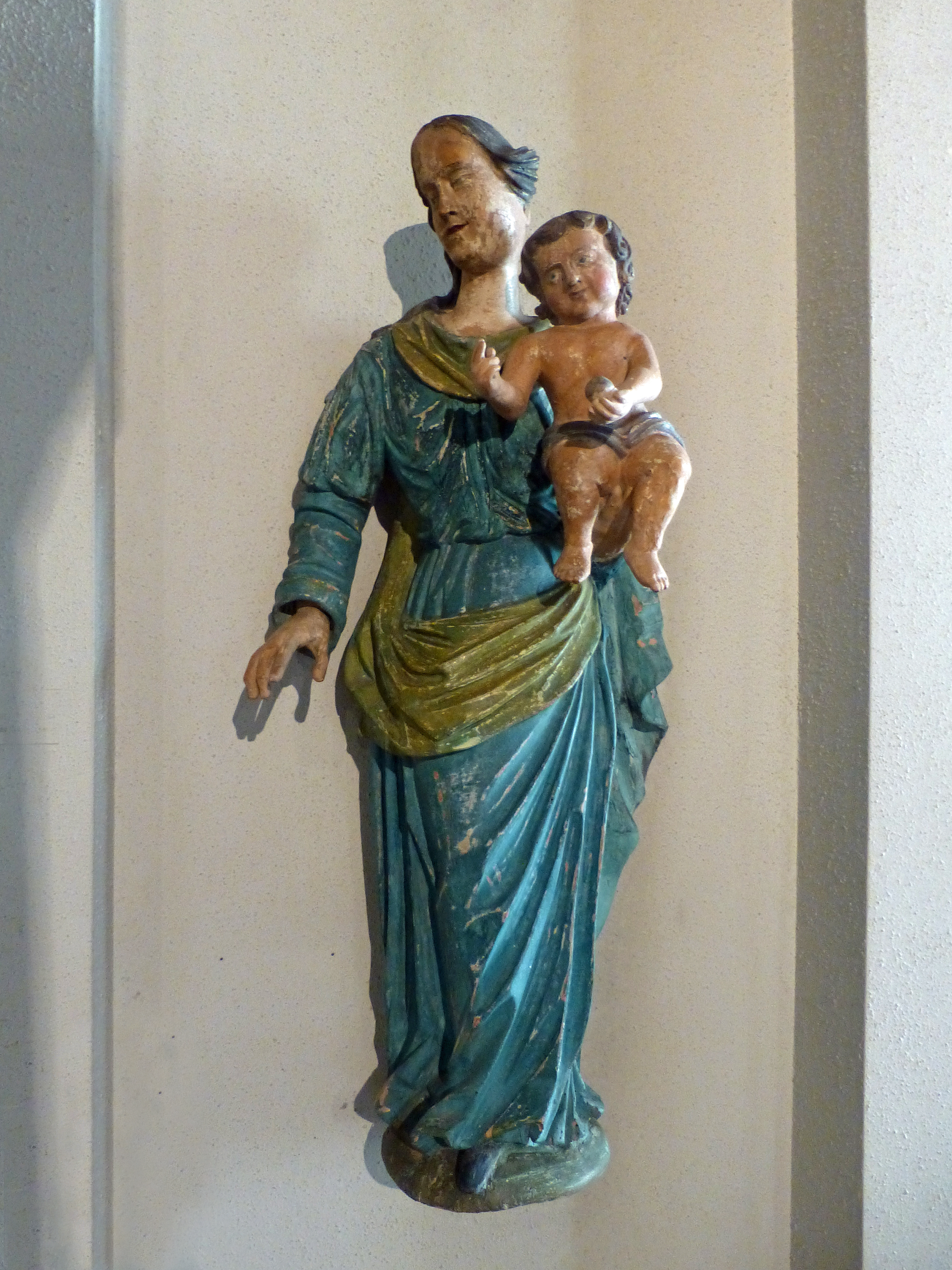
Vierge à l'Enfant (XVIIIe s.)

Le sculpteur François Jacques Rothbletz est présent à travers plusieurs œuvres, dont un Christ au Tombeau, deux anges à corne d'abondance, un calvaire provenant de l'ancien cimetière.

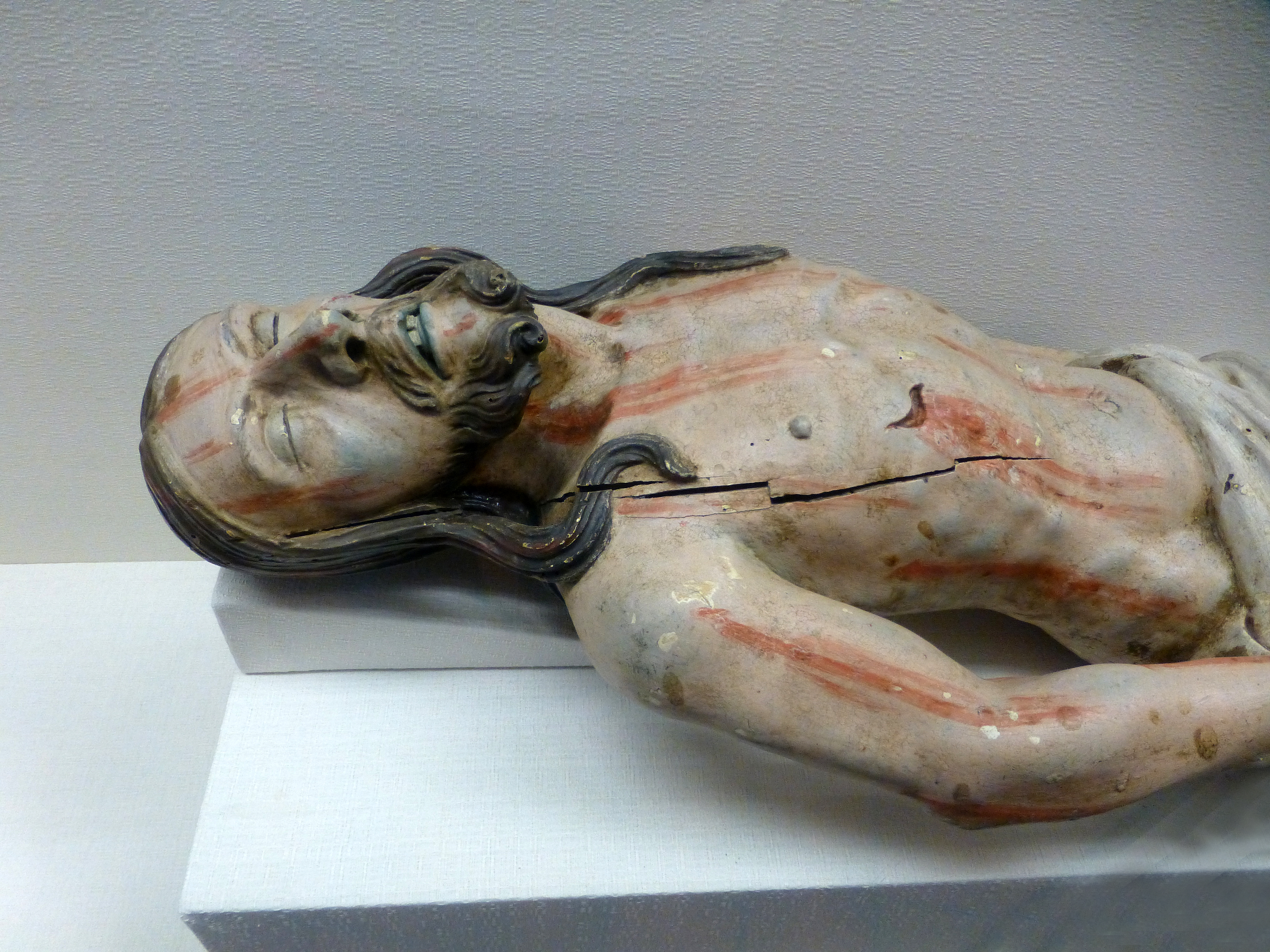
Christ au Tombeau (1723)
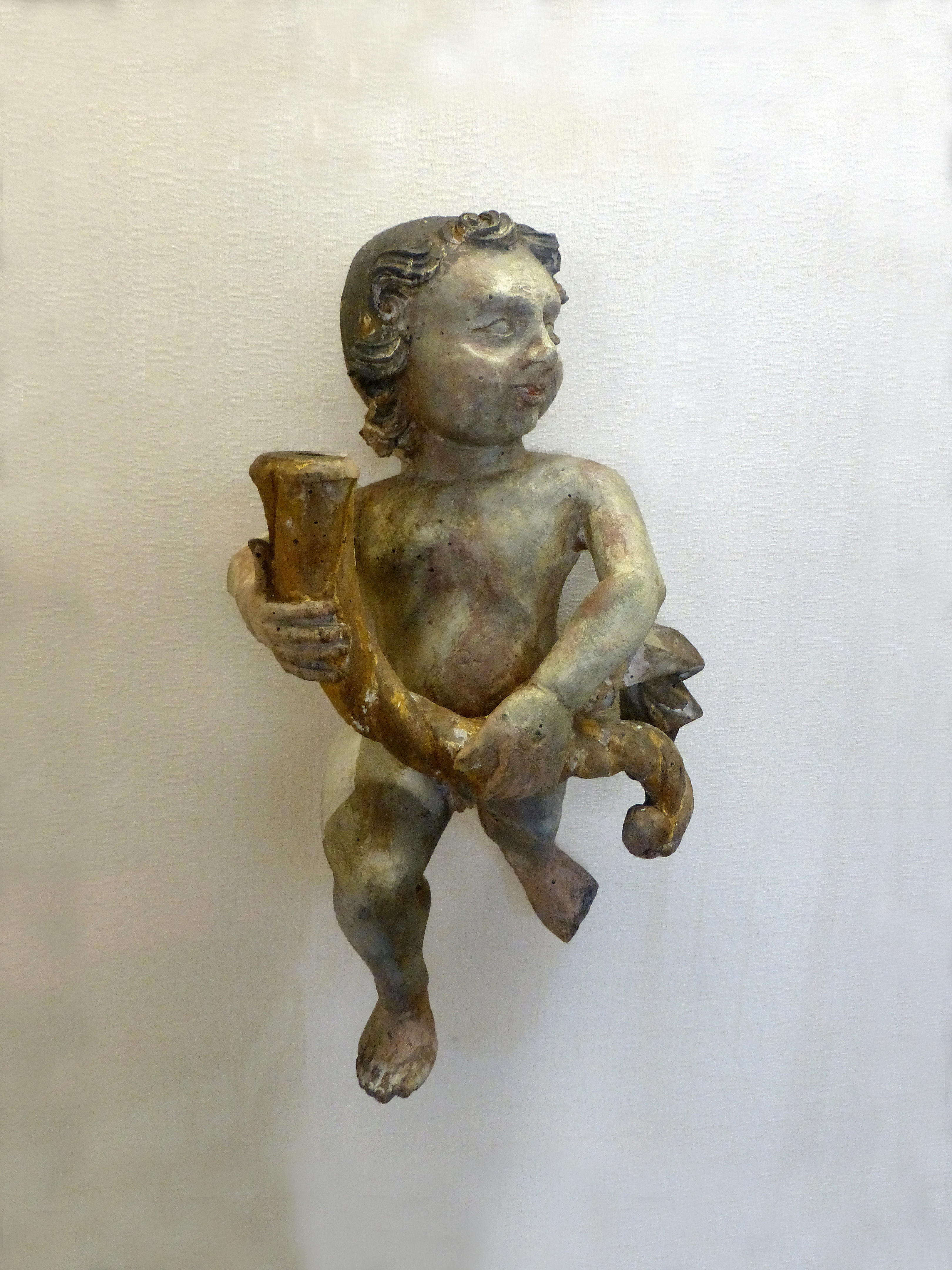
Ange à corne d'abondance (1746)
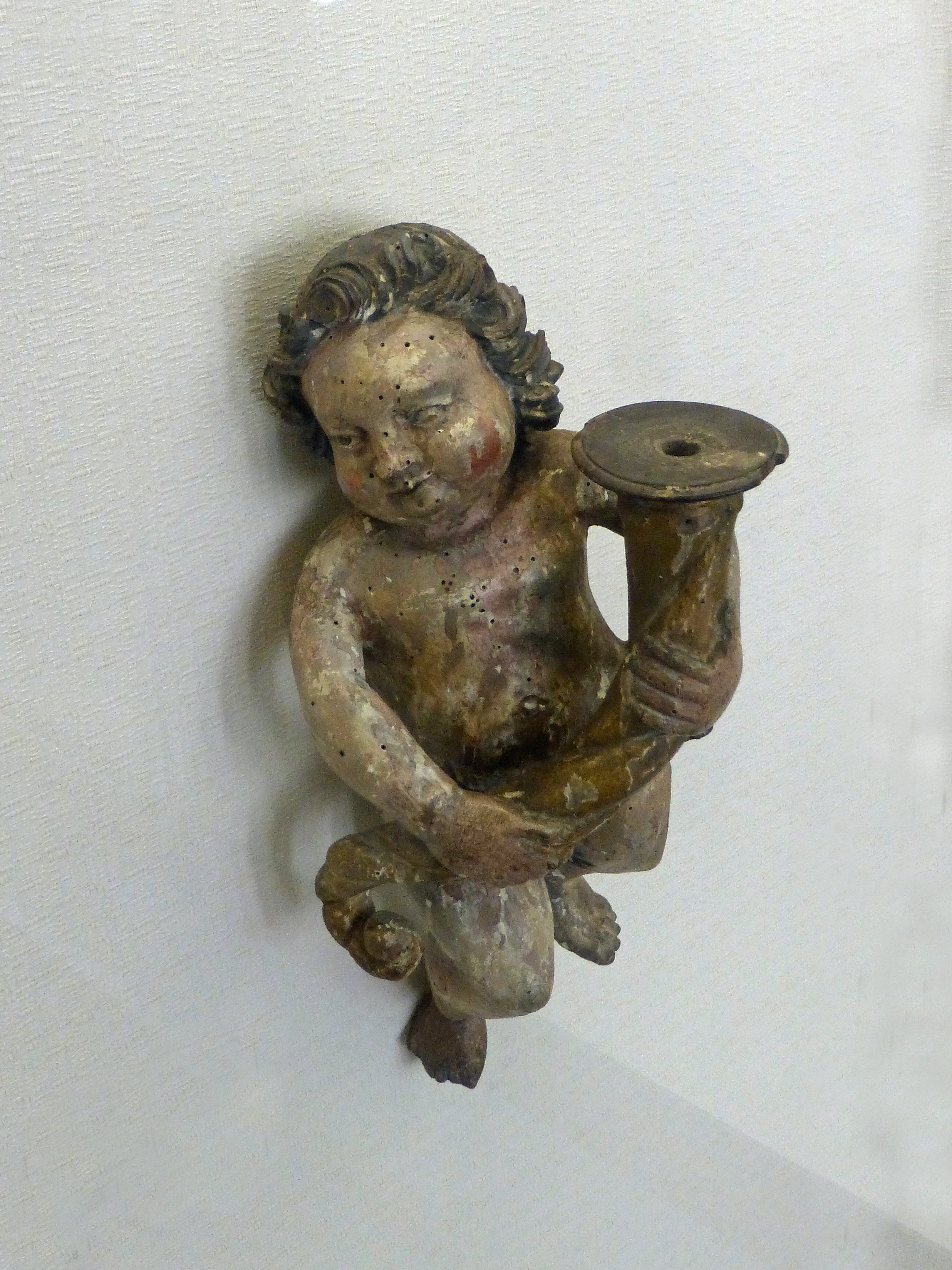
Ange à corne d'abondance (1746)
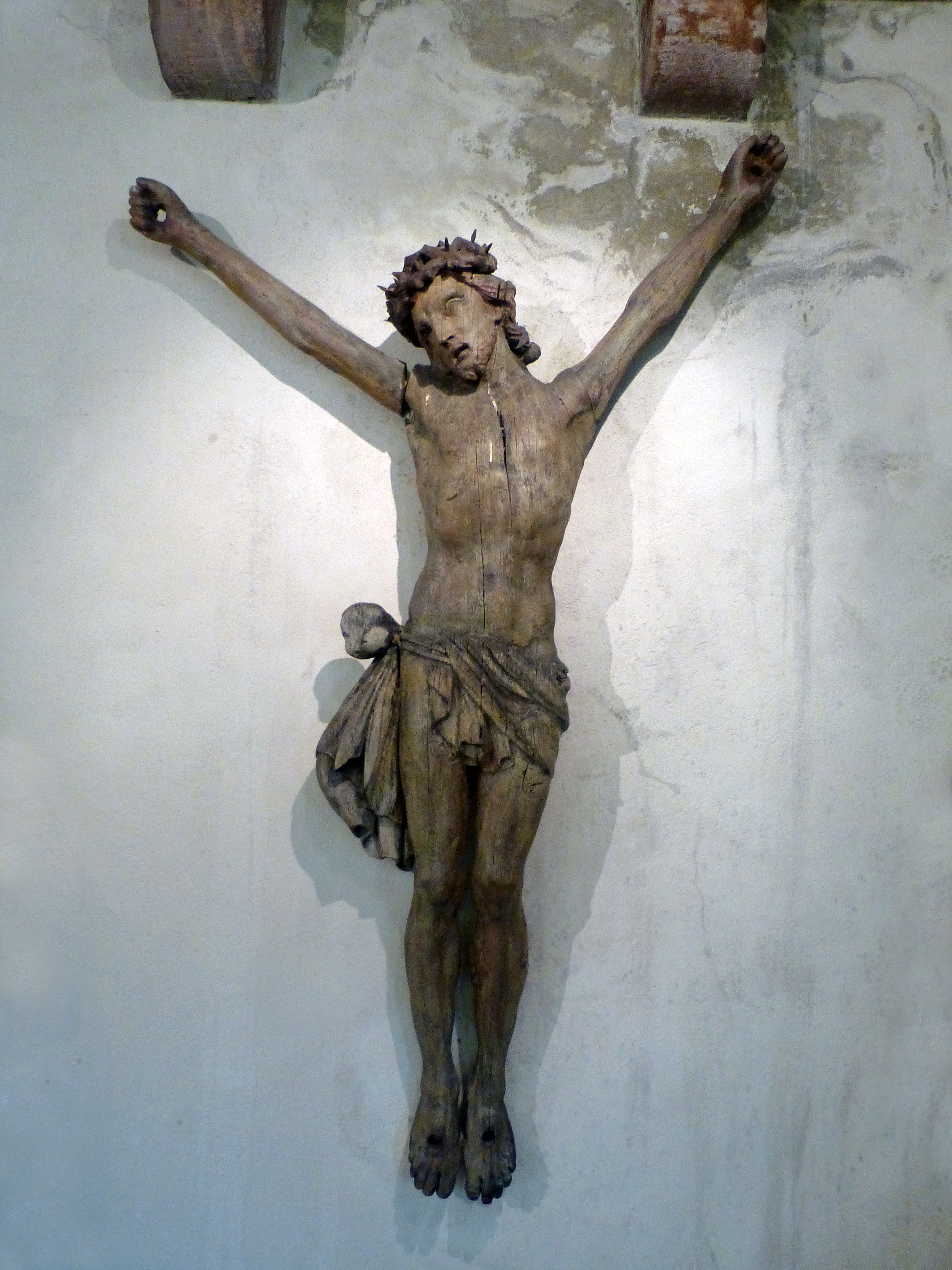
Calvaire (1751)

Une salle est réservée à l'artisanat local : coffres, plaques de cheminée, cloche de 1521, dite « des orages », fers à gaufres, tonnellerie. 

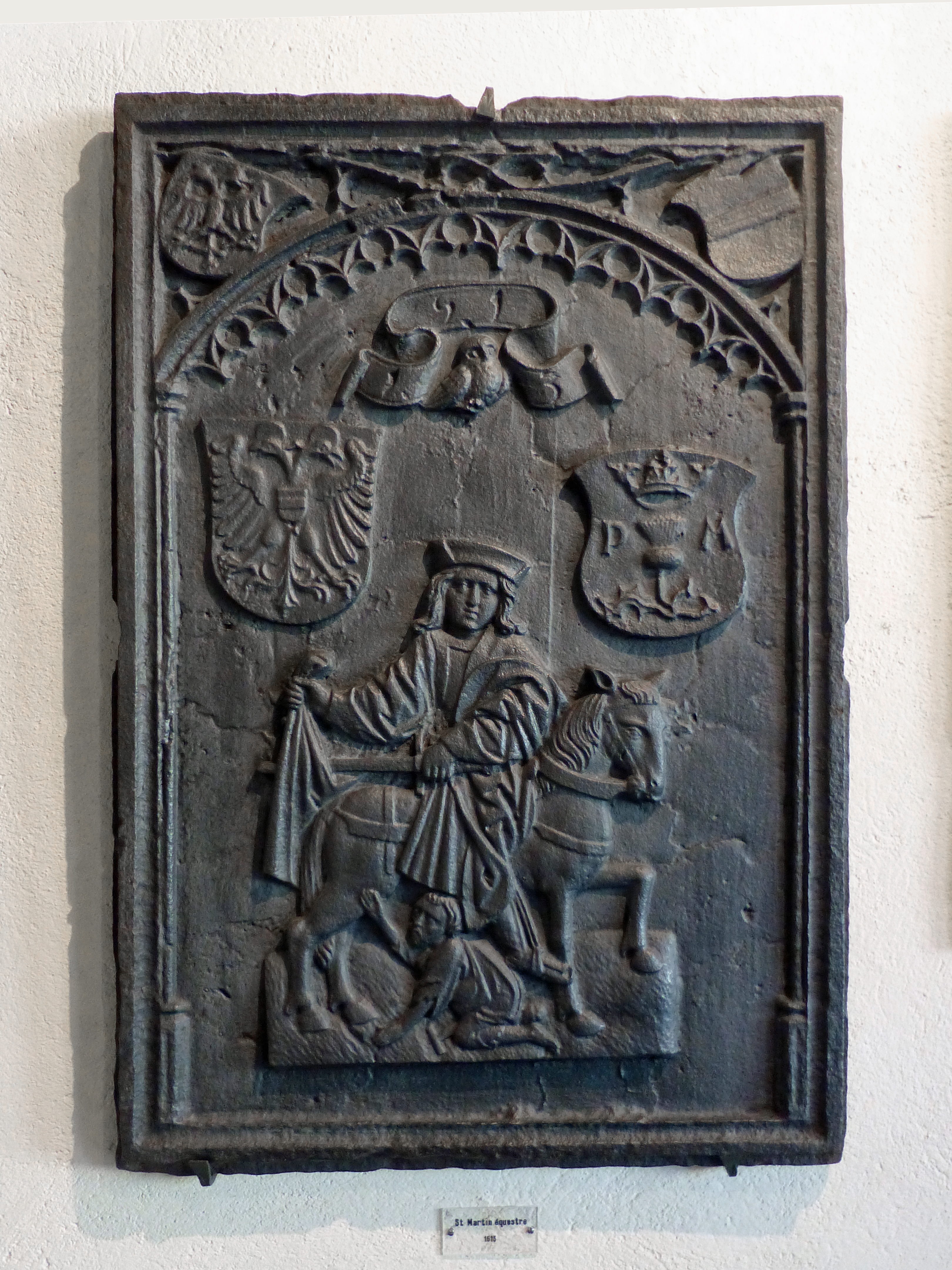
Plaque de cheminée Saint Martin équestre (1513)
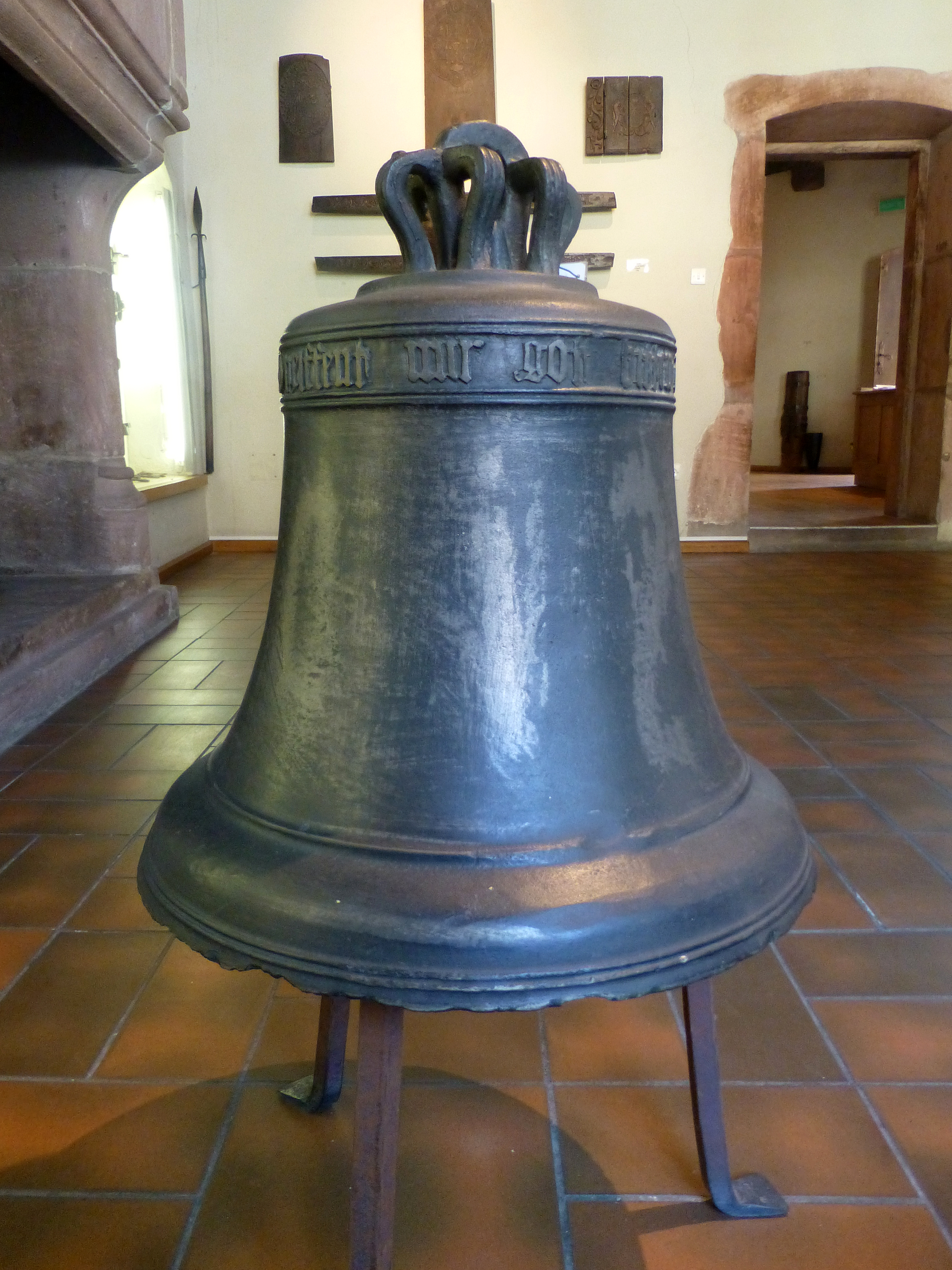
Cloche dite « des orages » (1521)
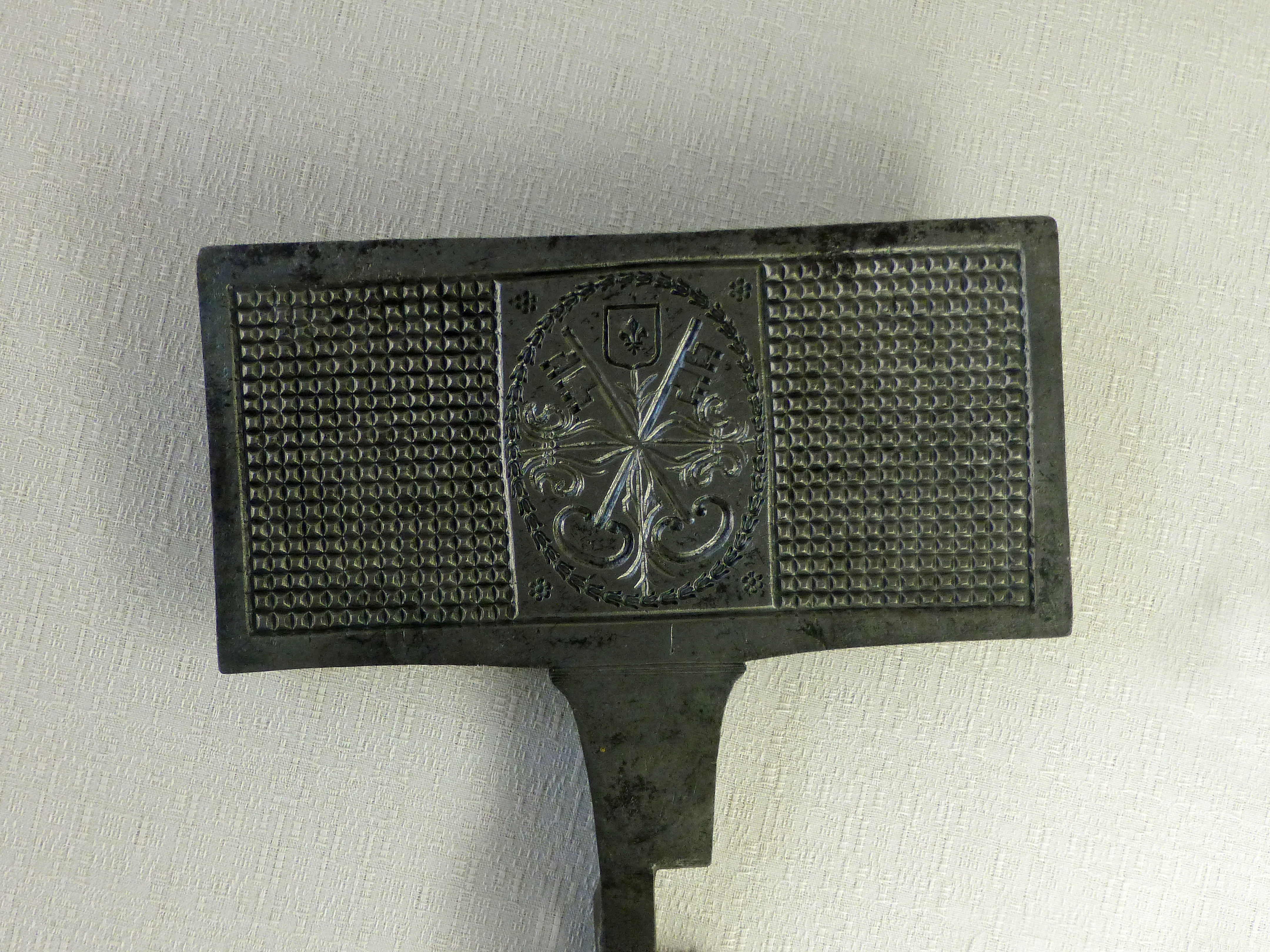
Fer à gaufre
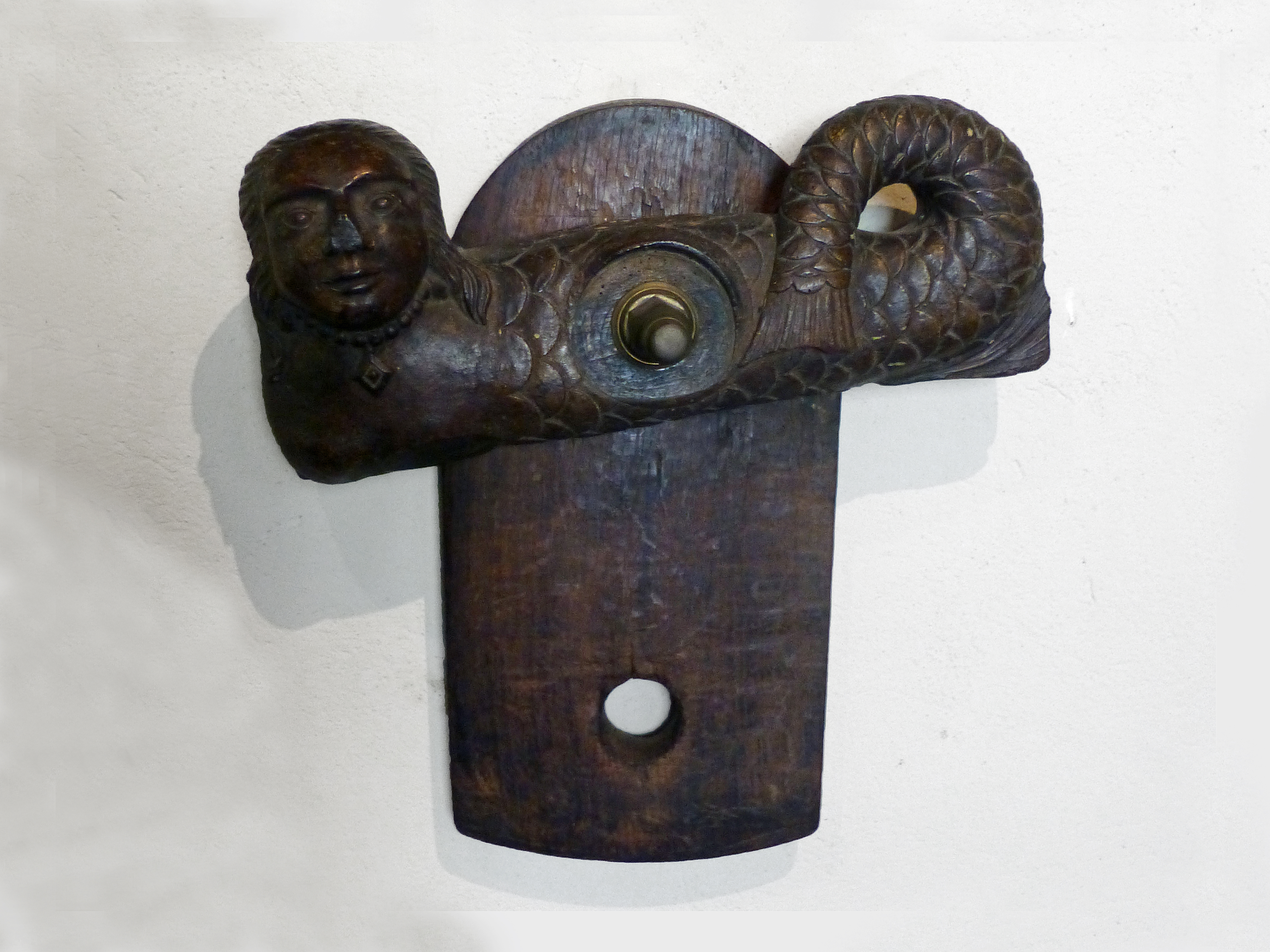
Verrou de fût en forme de sirène (1706)

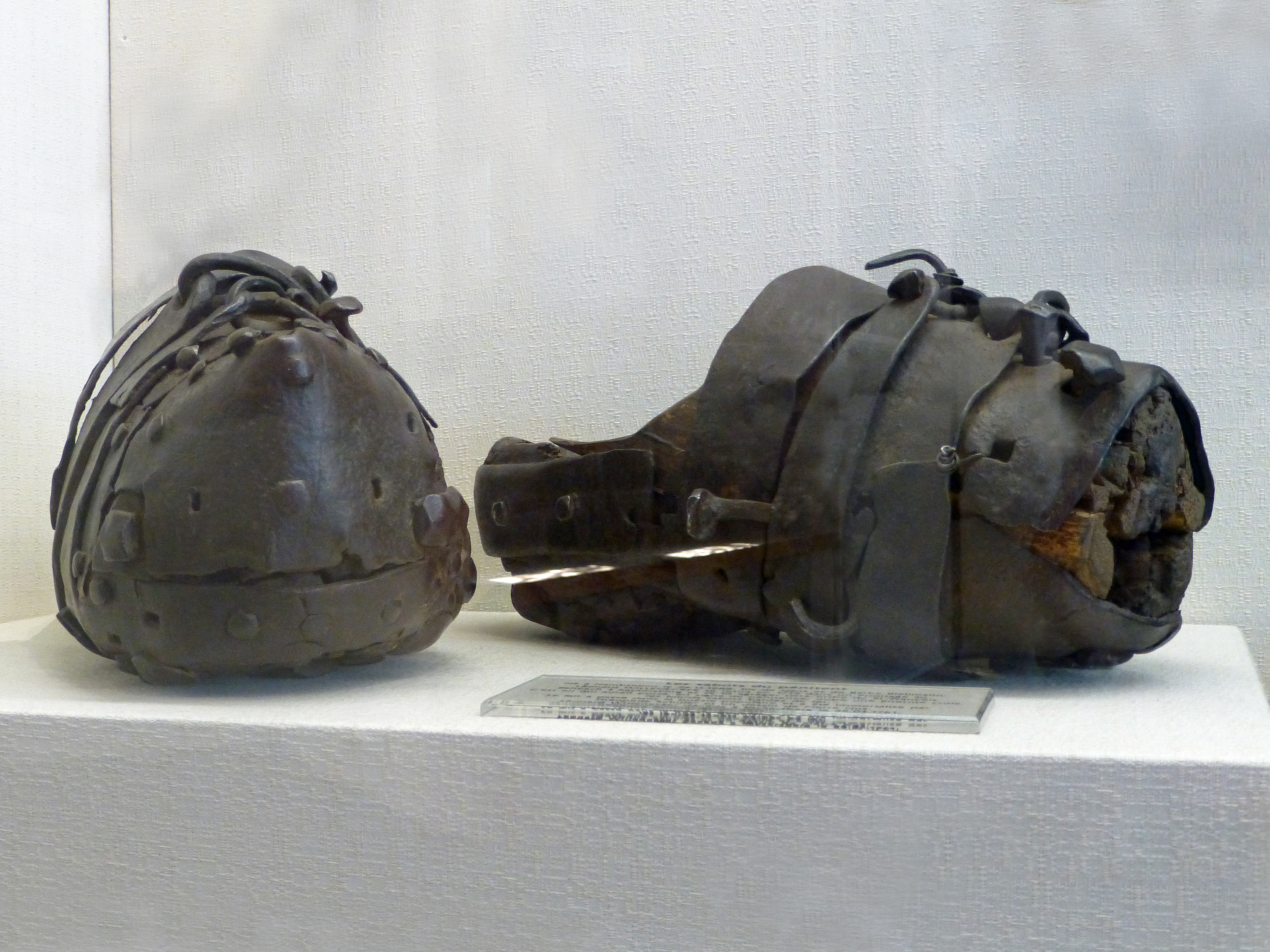
Sabots du pénitent de Kaysersberg

Dans une vitrine, les sabots de l'ermite pénitent évoquent une figure locale très populaire, immortalisée notamment par Théophile Schuler. Retiré en 1719 dans un ermitage au Rehbach, Léonard Willenecker (1688-1761) aurait porté, en signe de pénitence, outre une croix de fer, ces lourds sabots bardés de fer (10,7 kg).